# العنبرة (المضاربة والعارة)

تعديل مصدري - تعديل

العنبرة هي إحدى قرى عزلة المضاربة بمديرية المضاربة والعارة التابعة لمحافظة لحج، بلغ تعداد سكانها 151 نسمة حسب تعداد اليمن لعام 2004.